# キンメダイ属
キンメダイ属（学名：Beryx）は、キンメダイ目キンメダイ科に属する深海魚。

## 種
2013年現在、キンメダイ属は、3種:
- Beryx decadactylus G. Cuvier, 1829 (Alfonsino) ナンヨウキンメ
- Beryx mollis Abe, 1959 フウセンキンメ
- Beryx splendens R. T. Lowe, 1834 (Splendid alfonsino) キンメダイ